# 悟空 (芸能プロダクション)
有限会社悟空（ごくう）は、声優の山口勝平が代表を務める声優事務所。

## 概要
山口勝平が代表を務める声優プロダクション。設立は2004年5月9日。

## 所属声優

### 男性
- 山口勝平
- 天野ユウ
- 尾形雅宏

### 女性
- 樹元オリエ

### 業務提携
- 山口茜[3][4]

## かつて所属していた声優
- 岡本麻弥（フリー）
- 川鍋雅樹
- 桜坂美穂（現所属：プロダクション・エース）